# 極惡對決
是2019年上映的韓國犯罪動作片，由《獄火重生：金昌洙》的導演李元泰執導，馬東石、金武烈及金成圭主演。

## 劇情介紹
張東秀是個非常知名的黑道老大，經營鋼珠機、水果機等賭場與夜總會等事業，甚至還直接大肆走私水果機機臺批發給各地角頭。嫉惡如仇的重案組刑警鄭泰錫非常想要除之而後快，但重案組組長安浩峯早已被張東秀買通，鄭泰錫因為無法將張東秀繩之以法，憤恨非常。
當時出現一系列連環殺人事件，鄭泰錫綜合這些案件分析，認為這一定是殺人狂的無差別殺人，安浩峯卻不予以理會，認為這只是湊巧的幾起殺人事件，甚至還羞辱整天找張東秀麻煩的鄭泰錫。某天晚上，張東秀與敵對幫派的老大許善東結束談判過後獨自開車回家，卻在路上被後方車輛追撞，張東秀下車查看認為無礙後讓對方離開，對方卻突然刺殺張東秀，儘管張東秀拼死反抗且刺了兇手一刀但還是被刺成重傷，對方被張東秀刺傷後也駕車逃逸，張東秀則被送往醫院搶救治療，張東秀副手權吾成得知大哥受襲後誤以為是許尚東主使，於是帶人襲擊許尚東的地盤。其實刺殺張東秀的兇手是犯下多起殺人案件的狂魔，由於其他受害者皆已罹難，張東秀成為唯一目擊過狂魔的生還者。張東秀甦醒後認為兇手不是許尚東，並給了權吾成兇手一個車牌號碼與特徵。鄭泰錫在探望張東秀時推測他應該也是狂魔的受害者之一，狂魔通常會故意製造車禍再將受害者刺殺，於是他查看張東秀的車輛印證了這點。
鄭泰錫為了威逼張東秀協助警方，於是帶隊查抄張東秀的所有店面，順勢告訴張東秀刺殺他的人是連續殺人魔。幾天後又發生殺人事件，權吾成在兇案現場附近一帶發現兇刀與兇手的作案車輛，張東秀知道是狂魔所為後立即聯繫約談鄭泰錫，對他提出一個提議，願意提供人手幫忙尋找狂魔，但如果狂魔被張東秀捉到他要「自行處置」。鄭泰錫苦於自己人手不足，更不想讓廣域搜查隊搶功勞，也只好接受這個提議，於是張東秀給一張兇手的畫像並提供兇手的作案車輛。兩人雖然答應合作但兩人都有自己的私心，張東秀想藉由此機會來殺雞儆猴，鄭泰錫想趁廣域搜查隊介入調查前破案升職。張東秀為了想引出殺人魔於是派遣權吾成用兇刀殺了與他作對的許善東，並將兇器遺留在現場，此舉將連續殺人魔殺人事件曝光，廣域搜查隊也正式介入調查。鄭泰錫知道許善東是張東秀殺的，但現在兩人處於合作狀態因此也無可奈何。
兇手看新聞時也知自己被嫁禍，於是將許善東被殺的幕後消息故意透漏（以手寫的信封，內容是「有人用我的刀殺了許善東」）給許善東的手下崔文植知道。某晚在張東秀和鄭泰錫在兇案車輛找線索時，崔文植帶一大堆人馬到來刺殺張東秀，但大多人被鄭泰錫和張東秀制服，崔文植也被鄭泰錫錯手殺死，張東秀將鄭泰錫趕走來善後一切。
沒多久鄭泰錫被上司指派處理一件綁架案，在家屬交贖金時鄭泰錫意外查覺到有人在附近鬼鬼祟祟，與部下追捕時還是讓對方逃脫，在交易地點小吃店得知綁匪曾經在此用過餐也同時取得綁匪的指紋，在鑑證科提供的資料鄭泰錫來到綁匪的家，在一張照片發現綁匪的樣貌與之前張東秀先前給的畫像的人物是同一個人，於是透過調查後得知殺人魔的真實身分，殺人魔本名姜敬浩，小時候時常被父親虐待，因此長大以後開始無差別殺人，先前的綁架案也只是用來干擾警察調查方向的舉動，肉票早已被姜敬浩殺死。
張東秀與鄭泰錫招來自己的人馬開始地毯式搜索，搜查了幾天都沒有任何成果。一天下雨張東秀和鄭泰錫等權吾成時將一把傘給了一名在等公車的女學生，但是兩人不知道的是兇手姜敬浩也在公車上，當晚張東秀與鄭泰錫雙方的人馬在一間餐館聚餐時無意看到一則凶殺案新聞，張東秀在新聞發現自己的雨傘，而死者正是那名女學生，同時得知兇手最後出沒的地點，憤怒的鄭泰錫和張東秀於是與部下們在當地找到兇手的暫時住處後埋伏，但在追擊姜敬浩時權吾成被殺，而姜敬浩最終被張東秀所抓，來到自己的匿藏地點打算處決姜敬浩，在姜敬浩即將要被殺時鄭泰錫開車闖進匿藏點並撞暈了張東秀而逮捕了姜敬浩，事後還再次查抄張東秀的所有店面，讓張東秀成為通緝犯。
雖然姜敬浩被抓，但他熟悉法律早將自己的手指毀去指紋讓警察無法蒐證，加上又沒有直接證明兇刀是姜敬浩的，而在開庭時辯護律師也反駁這些指控。鄭泰錫將此案唯一的倖存者張東秀這個人證給帶出來，在開庭前束手無策的鄭泰錫私底下與張東秀見面，並約定好讓他自首出庭作證，作為條件是不揭穿他才是殺許善東的真兇，萬一姜敬浩說出事實則把責任推給死去的權吾成，張東秀提出要與姜敬浩關在同一所監獄為條件才願意出庭。在法庭張東秀指出自己的傷疤又說出當晚的案發經過，還拿出當初姜敬浩寫給崔文植的信封（內容是有人用我的刀殺了許善東，張東秀撕去一小段）證明兇器是姜敬浩的。最終姜敬浩被判決死刑，鄭泰錫與其部下因此案受到警隊表揚，而張東秀被鄭泰錫安排送到與姜敬浩同一所監獄。
最後張東秀在姜敬浩淋浴時帶著繩子來到他面前，影片在兩人對視中結束。

## 演員陣容

### 主要人物
- 馬東石 飾演 張東秀，黑道老大。[3]
- 金武烈 飾演 鄭泰錫，重案組警察。[4]
- 金成圭 飾演 姜敬浩，連環殺人犯。[5]

### 其他人物
- 柳承穆 飾演 安浩峯，重案組組長。
- 崔閔喆（朝鲜语：최민철） 飾演 權吾成，張東秀的手下。
- 金胤成（朝鲜语：김윤성） 飾演 重案組警察
- 许栋元 飾演 崔文植，許善東的手下。
- 禹康民（朝鲜语：우강민） 飾演 河武英
- 吳熙俊（朝鲜语：오희준） 飾演 金東哲
- 文東赫 飾演 吳達鎬
- 閔武濟（朝鲜语：민무제） 飾演 1組組長
- 權赫（朝鲜语：권혁 (배우)） 飾演 光洙組長
- 柳聖賢（朝鲜语：류성현） 飾演 趙社長
- 李書煥 飾演 前車男子
- 金載英 飾演 檢察官
- 楊志洙（朝鲜语：양지수） 飾演 卡車助手
- 禹相全（朝鲜语：우상전） 飾演 養狗場老闆
- 李恩泉 飾演 女高中生
- 朴寶京 飾演 受害者的妻子
- 孔成夏 飾演 銷售公司女職員
- 李道均（朝鲜语：이도군） 飾演 廣搜隊隊員

### 友情出演
- 劉在明 飾演 許善東，張東秀敵對幫派的老大。

### 特別出演
- 金奎吏 飾演 車瑞珍，鑑識人員。
- 柳泰浩（朝鲜语：류태호） 飾演 安社長
- 全裴修 飾演 刑事科長
- 車順裴 飾演 大法院法官

## 製作
主要攝影於2018年7月31日開始，並於2018年11月18日殺青。

## 發行
該片在2019年5月15日在韓國上映，並選入第72屆坎城影展的午夜單元。同年6月21日在臺灣戲院上映。

## 獎項榮譽
| 年份   | 頒獎禮             | 獎項                      | 入圍者     | 結果 |
| ------ | ------------------ | ------------------------- | ---------- | ---- |
| 2019年 | 第52屆錫切斯電影節 | 聚焦亞洲單元 最優秀觀眾獎 | 《恶人传》 | 獲獎 |
| 2021年 | 第40屆黃金攝影獎   | 最佳新人男演員            | 金成圭     | 獲獎 |

## 外部連結
- Daum上《極惡對決》的資料

- 韩国电影数据库（KMDb）上《極惡對決》的資料
- 互联网电影数据库（IMDb）上《極惡對決》的资料（英文）
- 豆瓣电影上《極惡對決》的資料 （简体中文）
- 開眼電影網上《極惡對決》的資料（繁體中文）
- 《極惡對決》在HanCinema的页面（英文）
- AllMovie上《極惡對決》的资料（英文）